# 東京湾フェリー
東京湾フェリー株式会社（とうきょうわんフェリー）は、神奈川県横須賀市に本社を置く海運会社。同市久里浜から東京湾を横断し、千葉県富津市金谷までを結ぶ貨客フェリーを運航している。

## 概要
東京湾の入口にあたる浦賀水道を横断し、三浦半島と房総半島を約40分で結んでいる。なお、この航路は国道16号並びに太平洋岸自転車道における実質的な海上区間を成している。
2008年6月より、乗船券の支払いにクレジットカードのほかに鉄道のIC乗車カード（PASMO等）も利用できるようになった。

## 沿革

### 前史
- 1939年（昭和14年） - 対中国海運強化を目的とする国策会社として（旧）東亜海運を設立[5]。日清汽船を始め、日本郵船、大阪商船、三井物産、川崎汽船、原田汽船、山下汽船、大同海運、近海郵船、岡崎汽船、阿波国共同汽船が、中国航路と使用船を（旧）東亜海運に現物出資した[6]。
- 1947年（昭和22年） - 閉鎖機関令による指定を受け、（旧）東亜海運を特別清算[7]。（GHQ命令による在外資産封鎖に伴う解散）。
- 1951年（昭和26年） - 東京汽船の出資により資本金1億円で新たに（新）東亜海運を設立。この時、（旧）東亜海運のファンネルマークと社旗を引き継いだ[7][8]。

### 東京湾フェリー
- 1957年（昭和32年）9月27日 - 東亜海運を母体として東京湾フェリーが新規発足[9][7][10]。。
- 1960年（昭和35年）5月3日 - 運行開始（久里浜港 - 金谷港間航路で2隻による自動車航送）[9][10][11][12]。
- 1962年 - 社名を東京湾フェリーに変更。
- 1964年3月28日 - 浦賀港 - 金谷港間航路を廃止。
- 1966年 - 3隻態勢に移行[11]。
- 1966年7月11日 - 横浜港 - 木更津港間航路就航。
- 1972年9月30日 - 横浜港 - 木更津港間航路を廃止。
- 2008年6月 - PASMOが利用できるようになる（2013年3月までに交通系ICカード全国相互利用サービス対応カード9種類が利用できるようになる）。
- 2010年3月 - 利用客の減少に伴い3隻態勢から2隻態勢に変更[11]。

## 航路
| 久里浜港・東京湾フェリーターミナル |  | 金谷港・東京湾フェリー乗り場 |
| 久里浜港・東京湾フェリーターミナル |  | 金谷港・東京湾フェリー乗り場 |

全盛期は3隻による運航を続け、1994年度には年間利用客は約280万人に達した。
その状況を一変させたのが、1997年（平成9年）12月18日に開通した東京湾アクアラインである。翌年度（1998年）の年間利用客は約194万人にまで減少した。
これに追い打ちをかけたのが、2009年8月のアクアライン通行料金のETC普通車800円への値下げで、同年度の年間利用客は約98万人まで落ち込み、輸送車両数も値下げ前の2008年度より約3割減少したため、2010年以降は2隻での運航となっている。
久里浜港（横須賀港、神奈川県） - 金谷港（千葉県）
- 所要時間：約40分
- 出航時間：6時20分から19時30分まで
- 運航間隔：約1時間おき（ドック期間を除く）

## 船舶

### 就航中の船舶
- かなや丸 (3代)

1991年8月竣工、1992年4月就航。3,580総トン、全長79.0m、幅16.7m、出力4,400ps、航海速力13.5ノット（約24km/h）、最高速力15.0ノット。
旅客定員580名。車両積載数：トラック36台・乗用車110台・バス16台。新浜造船所（玉野）建造。
- しらはま丸 (2代)

1989年6月竣工、同年12月就航、2000年改造。3,351総トン、全長79.1m、幅18.0m、出力4,400ps、航海速力13.5ノット（約24km/h）、最高速力15.0ノット。
旅客定員580名。車両積載数：トラック36台・乗用車110台・バス16台。住友重機械工業（浦賀）建造。

### 過去に就航していた船舶

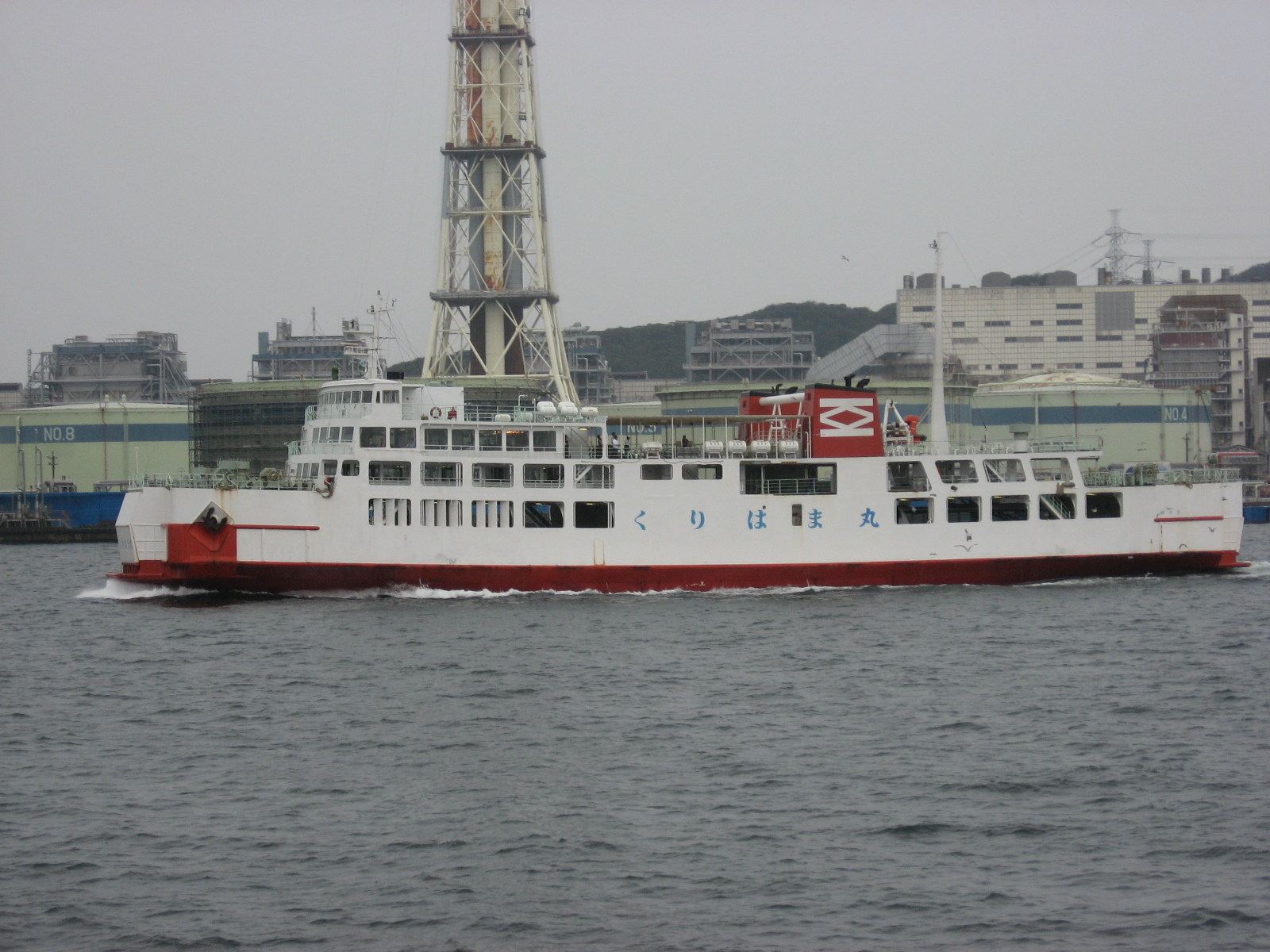
くりはま丸 (初代)
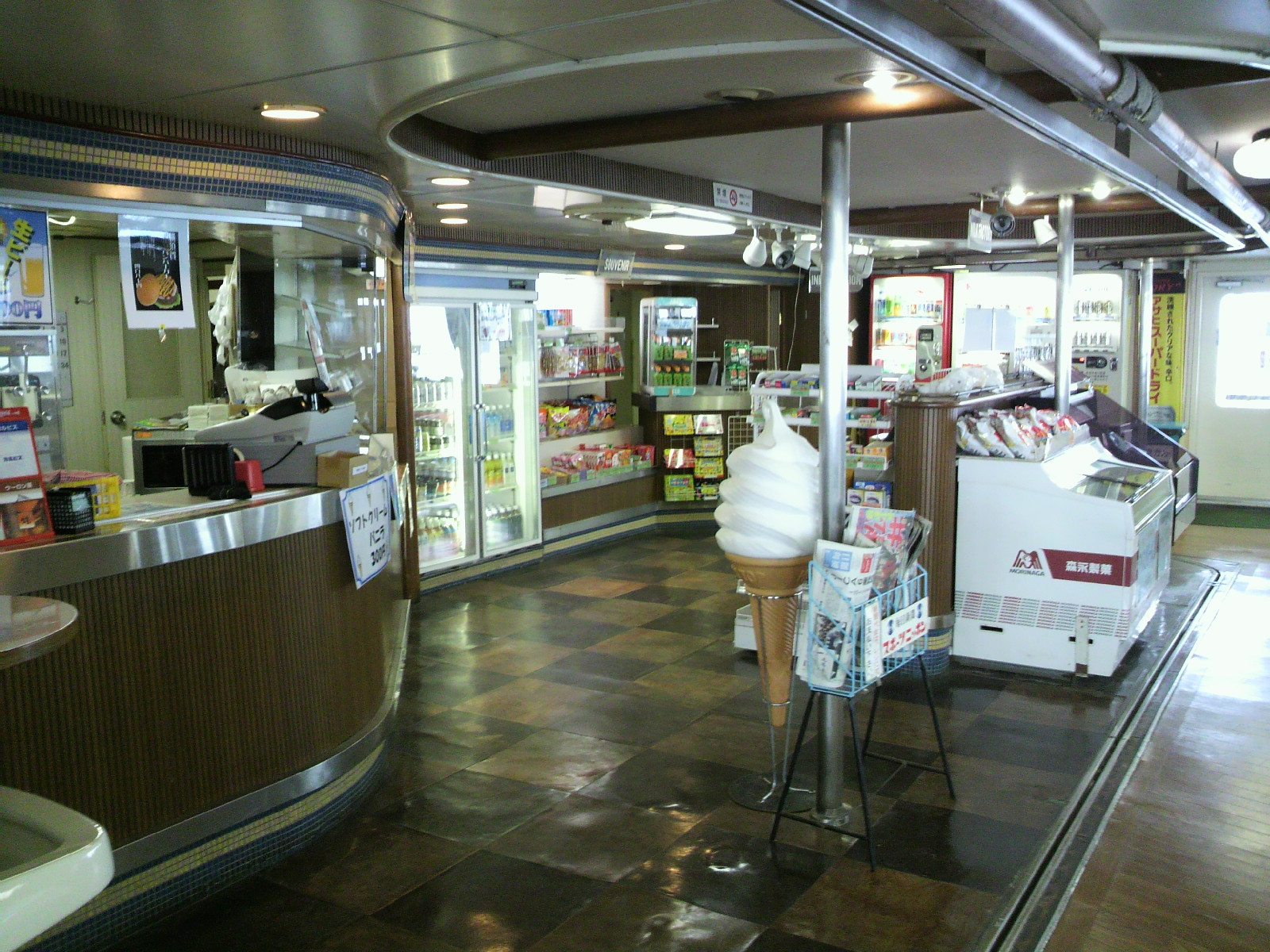
「くりはま丸」の船内（売店）
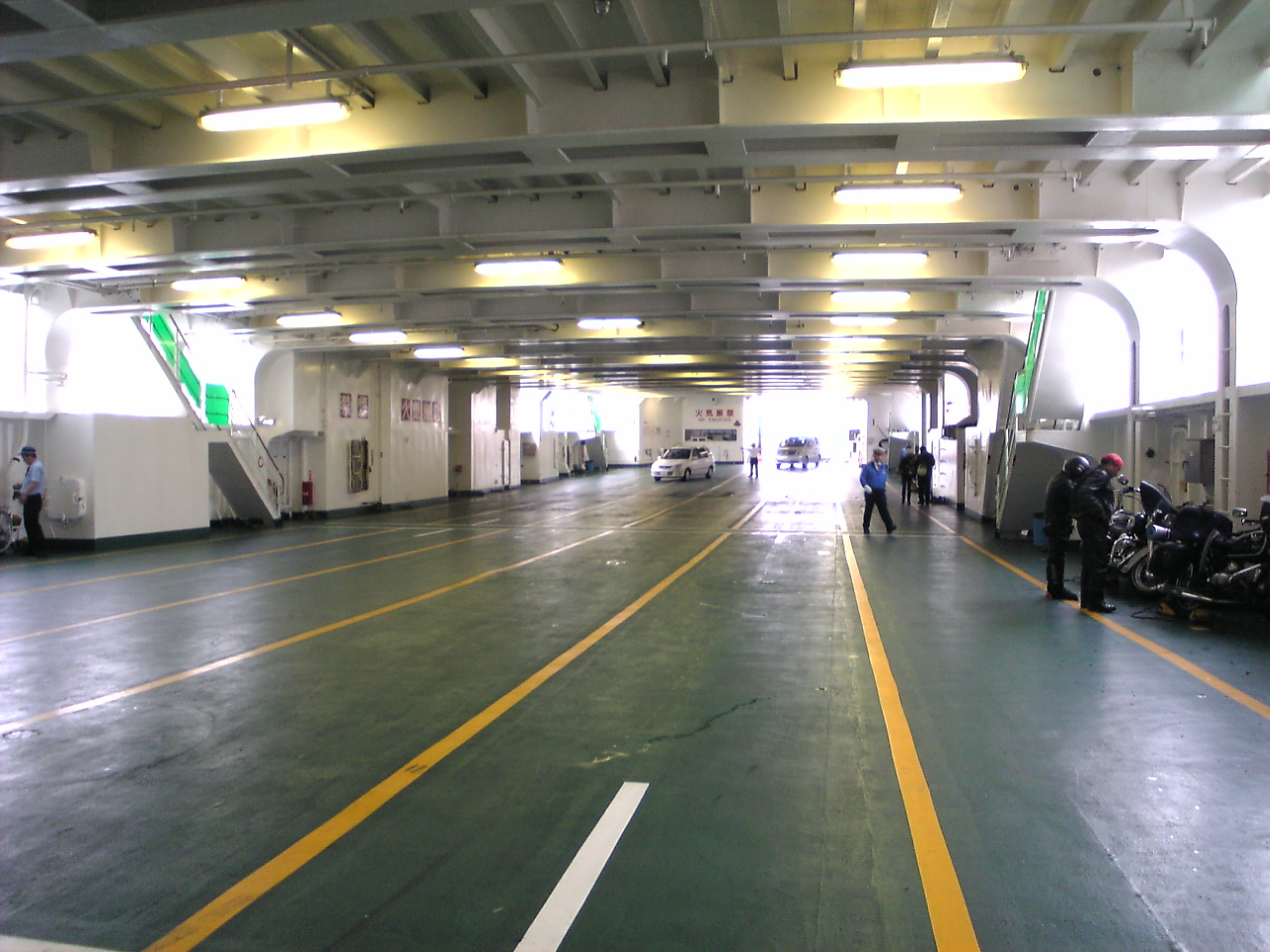
車輌デッキの様子

1960年5月3日就航。497総トン、全長43.70m、幅12.19m、深さ3.7m、最大速力14.0ノット、旅客定員700名、トラック12台、大型バス9台、乗用車35台
- かなや丸 (初代)

1960年5月3日就航。496総トン、全長43.70m、幅12.19m、深さ3.7m、最大速力14.1ノット、旅客定員700名、トラック12台、大型バス9台、乗用車35台
- きさらづ丸 (初代)
- よこはま丸

492総トン、全長47.28m、幅13.35m、深さ3.4m、最大速力14.0ノット、旅客定員700名、トラック13台、大型バス10台、乗用車45台
- きさらづ丸 (2代)

498総トン、全長47.28m、幅13.35m、深さ3.4m、最大速力13.9ノット、旅客定員700名、トラック13台、大型バス10台、乗用車45台
- とうきょう丸

584総トン、全長47.31m、幅13.40m、深さ3.5m、最大速力13.9ノット、旅客定員700名、トラック13台、大型バス10台、乗用車45台
- くりはま丸 (2代)
- 新かなや丸

888総トン、全長57.41m、幅13.70m、深さ3.96m、最大速力15.7ノット、旅客定員1000名、トラック22台、大型バス15台、乗用車70台。
- くりはま丸 (3代)

1017総トン、全長67.5m、旅客定員590名、トラック27台、大型バス16台、乗用車75台
- かなや丸 (2代)

1199総トン、全長71.2m、最大速力13.0ノット、旅客定員580名、トラック30台、大型バス16台、乗用車90台
- しらはま丸 (初代)

1969年4月就航、田熊造船建造、東京湾フェリー史上、唯一の両頭船。
1599総トン、全長77.5m、幅16.4m、深さ4.9m、ディーゼル1基、3,400馬力、航海速力13.0ノット、旅客定員720名、トラック35台、大型バス19台、乗用車90台。交通博物館に船舶模型が展示されていた。
- くりはま丸 (4代)

1986年1月竣工、同年7月就航、2001年改造。2,796総トン、全長78.8m、幅16.3m、出力3,200ps、航海速力13.0ノット（約24km/h）、最高速力15.0ノット。
旅客定員570名。車両積載数：トラック36台・乗用車110台・バス16台。林兼造船（長崎）建造。
2009年度決算発表で、くりはま丸は経費節減のため売却する方針となり、2010年からの3隻運航取りやめにより運航から離脱。同年7月に、フィリピンのセブ島にある会社に売船された。
- くりはま丸
- 「くりはま丸」の船内（売店）
- 車輌デッキの様子

## 本社・支店
- 本社
  - 神奈川県横須賀市久里浜8-17-5
- 支店
  - 久里浜支店 - 神奈川県横須賀市久里浜8-17-20（久里浜港）
  - 金谷支店 - 千葉県富津市金谷4303（金谷港）

## アクセス

### 鉄道・路線バス
久里浜港
- 東京湾フェリーバス停（旧称・フェリー久里浜港）
  - 京浜急行バス 久7系統（久里浜行政センター・京急久里浜駅行）
  - 京浜急行バス 久8系統（開国橋・京急久里浜駅行）
  - 京浜急行バス 久8系統（野比海岸行）

金谷港
- 東日本旅客鉄道（JR東日本）内房線浜金谷駅より徒歩約6分
- 東京湾フェリー前バス停
  - 日東交通 金谷線（安房鴨川駅・亀田総合病院行）
  - 日東交通 竹岡線（上総湊駅行）
  - 日東交通 ・ちばシティバス 高速バス「南総里見号」（千葉駅・千葉みなと駅行）

### 道路
久里浜港
- 横浜横須賀道路佐原ICより神奈川県道27号→佐原交差点→県道27号支線（産業道路）約4km

金谷港
- 富津館山道路富津金谷ICより千葉県道237号→国道127号（内房なぎさライン）約3km

## 連絡運輸制度
- 金谷港の乗船券販売機では、久里浜港から京急バスを利用し、京急久里浜駅経由で京浜急行電鉄各駅への連絡乗車券が発売されており、運賃表にも京急線各駅までの運賃が掲載されている[14]。
- 京急久里浜駅以外の京急線各駅から京急線、京急バス、東京湾フェリー経由で金谷港まで割安に利用できる「東京湾フェリー往復きっぷ」と「東京湾フェリー片道きっぷ」が発売されている。デジタルきっぷのみの発売で、きっぷの購入・利用にはスマートフォンが必要となる[15][16]。2023年9月30日までは紙の磁気乗車券で発売していたが、他の企画乗車券の制度変更と併せ、値上げをした上でデジタルきっぷのみの発売に移行した[17]。